# Ioannis Metaxas
Ioannis Metaxas (grekiska: Ιωάννης Μεταξάς), född 12 april 1871 på Ithaka, död 29 januari 1941 i Aten, var en grekisk general och landets premiärminister från 1936 till sin död. I ideologiskt hänseende inspirerades Metaxas av bland annat av Benito Mussolinis fascism, men stödde Storbritannien under andra världskriget mot axelmakterna.

## Biografi
Ioannis Metaxas började sin militära karriär som officer i Grek-turkiska kriget 1897, och efter studier i Tyskland, deltog han i moderniseringsarbetet av Greklands armé inför Balkankrigen (1912–1913), ett krig han utmärkte sig i varmed han 1916 utsågs till general.
Såsom monarkist stödde han kung Konstantin I och motsatte sig att Grekland skulle inträda i första världskriget. Premiärminister Eleftherios Venizelos avgick till följd av att Metaxas vägrat bistå vid den misslyckade kampanjen vid Dardanellerna, och han använde därefter kriget som huvudfråga i den senare valkampanjen. När Venizelos vann valet 1915 mobiliserade han armén, men avskedades av kungen. I juni 1917 avsattes kungen av de allierade och kretenska soldater varpå Venizelos återkom till makten och förklarade krig 29 juni 1917.
Metaxas följde kungen i landsflykt, och skulle inte återvända förrän 1920. När monarkin avskaffades 1922, inträdde Metaxas i politiken och bildade Fritänkarpartiet 1923. Han gick i exil tillsammans med kungligheterna en kort period, men återkom till hemlandet och var minister i republiken från 1928.
Efter en folkomröstning 1935, blev kung Konstantins son Georg II kung och monarkin återinrättades. Året därpå utnämnde kungen försvarsminister Metaxas till premiärminister, efter ett parlamentsval där utgången var jämn mellan två andra kandidater, i oro över en potentiell statskupp och kommunistpartiets framgångar. 13 april 1936 bildade Metaxas en interimsregering, som godkändes av parlamentet.
Utbredda oroligheter inom industrin föranledde att Metaxas i maj utlyste undantagstillstånd. Han upplöste parlamentet och upphävde artiklar i konstitutionen. 4 augusti 1936 utropade Metaxas Fjärde augustiregimen. Regimens propaganda framställde Metaxas som "den förste av bönderna", "den förste arbetaren", och Greklands "nationalfader". Metaxas antog titeln Arhigos (grekiska för "ledare"), och gjorde gällande att landet var en "Tredje hellensk civilisation", tredje efter antikens Grekland och Bysantinska riket.
Mönstret för regimen tog Metaxas från andra auktoritära ledare i Europa, av vilka Benito Mussolini särskilt må nämnas. Politiska partier förbjöds, kommunister arresterades, strejker förbjöds, och censuren i pressen blev utbredd.
Samtidigt införde Metaxas regim flera uppskattade reformer, som 8 timmars arbetsdag, och förbättrade arbetsförhållanden för arbetarklassen. Han inrättade den grekiska socialförsäkringen (IKA), ännu den största institutionen för socialförsäkring i Grekland, och förbättrade landets försvar. För landsbygdens del höjde han priserna och löste in skulder. Trots dessa reformer började allmänheten bli mer vänsterorienterad, dock utan att direkt gå i opposition till Metaxas.
Utrikespolitiskt intog Metaxas en probrittisk linje. I medelhavsområdet fann han en naturlig bundsförvant i Storbritannien. Metaxas menade att dess flotta behärskas var ett säkert stod mot Mussolinis tankar på att utvidga Italiens territorium. Metaxas avsikt att hålla sig utanför andra världskriget, gick i stöpet efter att Mussolini i oktober 1940 begärde att få använda strategiska grekiska utposter. Metaxas gav det korta svaret: Alors, c'est la guerre ("Okej, då är det krig"). I folkmun blev detta förkortat till Oxi ("Nej"), och ännu firas oxidagen i Grekland till minne av händelsen, som allmän helg- och flaggdag. 28 oktober 1940 invaderade Italien Grekland från Albanien, och inledde Grek-italienska kriget.
På grund av en välorganiserad och fantasifull försvarsmakt, under överbefälhavare Alexandros Papagos, lyckades Grekland uppbåda ett framgångsrikt försvar och forcera Italien tillbaka till Albanien, samtidigt som de lyckades ockupera Epirus i södra Albanien. Metaxas fick aldrig uppleva Tysklands ockupation efter slaget om Grekland, eftersom han avled 29 januari 1941 till följd av en sjukdom. Det ryktades om att britterna hade förgiftat honom. Han efterträddes av Alexandros Korizis. Efter Metaxas död fick tyskarna erfara svårigheter att bryta ner de befästningar som han hade byggt upp i norra Grekland. Dessa befästningar, som löper längs gränsen till Bulgarien, kallas Metaxaslinjen.
För greker är Metaxas numera en kontroversiell person om vilken det finns högst skilda uppfattningar. Han ogillas av somliga för att ha utlyst en enpartistat och för bristande demokrati (han kallas ofta "diktator"), men andra beundrar hans sociala reformer, hans patriotism, motstånd mot angrepp, och segern mot Italien.